# Malayen-Weichschildkröte
Die Malayen-Weichschildkröte (Dogania subplana) kommt in Südostasien vor. Das Verbreitungsgebiet umfasst das südliche Thailand, Malaysia, Singapur, Pulau Tioman, Borneo, Sumatra, Singkep, Natuna Besar, den Mergui-Archipel an der Westküste Myanmars und das gegenüber liegende Festland, sowie die Philippineninseln Palawan, Luzon, Mindoro und Mindanao.

## Merkmale

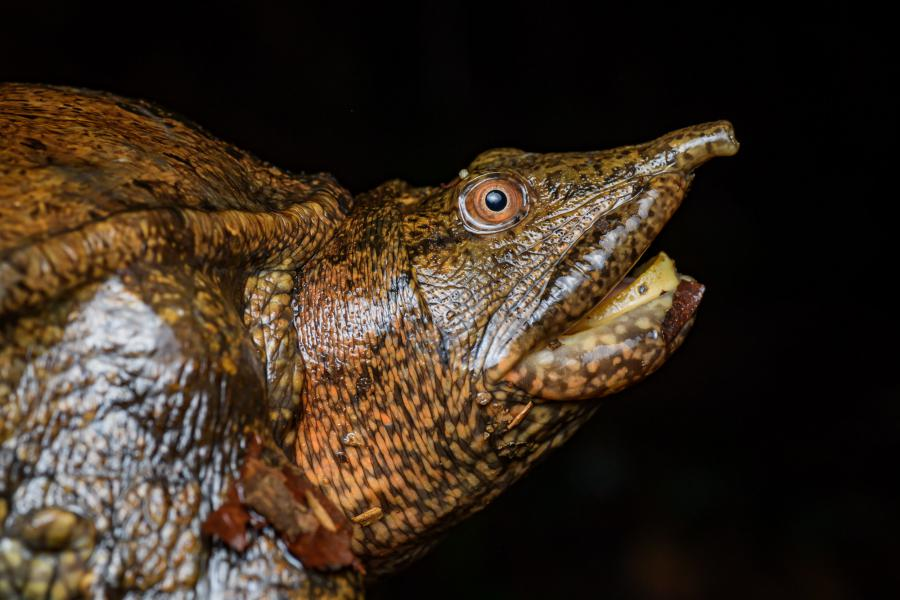
Kopf einer Malayen-Weichschildkröte

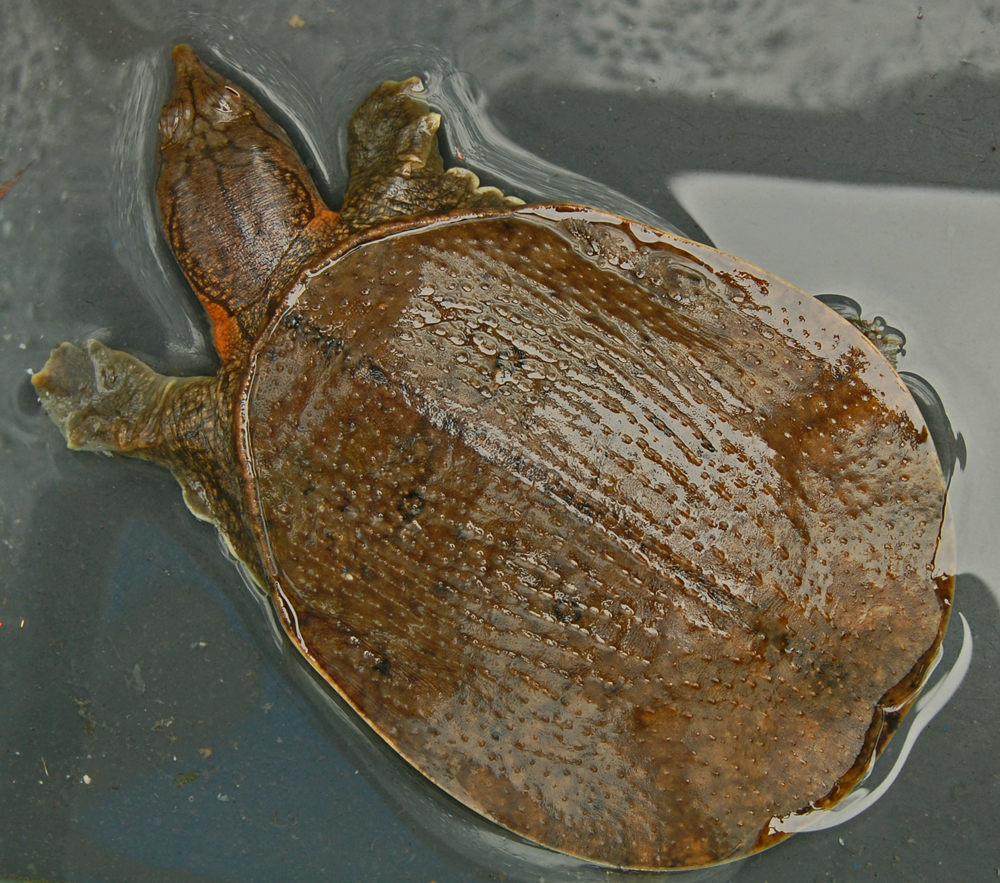
Jungtier

Der Rückenpanzer kann eine Maximallänge von 35 Zentimeter erreichen und die Schildkröten können wahrscheinlich bis zu 15 kg schwer werden. Der Panzer ist länglich und auf seiner Oberfläche sind vier leichte Vertiefungen (Callositäten) zu erkennen. Der Kopf ist relativ groß, die Schnauze und die rüsselartig verlängerte Nase sind vergleichsweise lang. An den Vorder- und Hinterbeinen sind alle Zehen durch Häute verbunden und die Gliedmaßen bekommen dadurch eine paddelartige Form. Drei Zehen an jeder Flosse sind mit Krallen versehen, jeweils zwei sind krallenlos. Der Rückenpanzer der Malayen-Weichschildkröte ist olivgraubraun bis gelblich-braun gefärbt. Auf der Mittellinie verläuft ein schmaler, schwarzer Streifen. Der Bauchpanzer (Plastron) ist weißlich, cremefarben, gelblich oder grau. Der Kopf ist olivfarben oder grau und zeigt einige schwarze Streifen oder Punkte. Die Gliedmaßen sind olivfarben und gelb gepunktet. Bei den Jungtieren ist der Bauchpanzer bläulich und die Wangen und der seitliche Nackenbereich sind rötlich.

## Lebensraum und Lebensweise
Die Malayen-Weichschildkröte ist nacht- und dämmerungsaktiv und lebt aquatisch in bewaldeten Gebieten in schnell fließenden Bächen mit relativ kühlem Wasser. Sie ist relativ anpassungsfähig und wurde auch in Gewässern in Sekundärwäldern, Vorstädten, in Teichen, die zu aufgegebenen Bergwerken gehören, und auf Reisfeldern gefunden. Sie ist auch außerhalb des Wassers relativ geschickt und versteckt sich dort oft tagsüber zwischen Steinen. Malayen-Weichschildkröten ernähren sich vorwiegend von tierischer Beute. Die Weibchen legen drei bis vier Mal im Jahr ein kleines Gelege ab, das aus drei bis sieben Eiern besteht. Diese sind rund und haben einen Durchmesser von 22 bis 31 mm.

## Systematik
Die Malayen-Weichschildkröte wurde 1809 durch den französischen Zoologen Étienne Geoffroy Saint-Hilaire unter der Bezeichnung Trionyx subplanus erstmals wissenschaftlich beschrieben. 1844 führte John Edward Gray die Gattung Dogania ein, die bis heute monotypisch geblieben ist. In der Familie der Weichschildkröten (Trionychidae) bildet sie eine Klade mit den Gattungen Amyda, Nilssonia und Palea.

## Gefährdung
Da die Malayen-Weichschildkröte ein relativ großes Verbreitungsgebiet hat und ihre Population stabil ist, wird sie von der IUCN als ungefährdet (least concern) eingestuft.